# Jeza
za drug pomen glej Jeza (priimek)
Jeza je eno izmed osnovnih in enostavnih čustev. Robert Plutchik je jezo opredelil kot čustveno doživljanje ob oviri, Sheila Videbeck  pa opisuje jezo kot močno neprijeten in emocionalni odziv na zaznano provokacijo. Osebnostna poteza, ki izhaja iz jeze, je po Plutchiku agresivnost .  Čustvo jeze ima tudi fizično komponento, kot so zvišan srčni utrip, povišan krvni tlak in sprememba nivoja adrenalina ter 
noradrenalina. Navzven se izraža predvsem v obraznih izrazih, govorici telesa, psihološkimi odzivi (npr. obrambnimi mehanizmi) in včasih tudi z vedenjem - agresijo. Ljudje in živali se na primer začnejo oglašati glasneje, poskušajo izgledali fizično večji, kažejo zobe in strmijo. Vsa ta vedenja, povezana z jezo, so zasnovana zato, da posvarijo tiste, ki jim jezo zadajajo, da prenehajo s tem vedenjem (obrambna vloga čustva). Jeza je čustvo, ki ga ljudje najslabše nadzorujemo; konstruktivno soočanje z njo je veščina, ki se je je treba naučiti. Običajno jo pojmujemo kot negativno čustvo, vendar pa to ni vedno nujno tako. Konstruktivna je takrat, ko nam pomaga, da se postavimo zase, spremenimo neustrezen odnos ali pa uveljavimo svoje mnenje.

## Izražanje in prepoznavanje jeze

### Prepoznavanje jeze kot gnusa
Različne raziskave so dokazale, da obstaja podobnost med obraznimi izrazi za jezo in tistimi za gnus. Kljub temu, da pri izražanju jeze človek uporablja druge obrazne mišice kot pri izražanju gnusa, pogosto pride do napak pri njunem razločevanju. Raziskovalki Widen in Naab (2012) sta želeli ugotoviti ali izraz na obrazu sporoča eno čustvo ali pa je interpretacija mimike lahko do neke mere tudi vodena, oblikovana in s tem različna. Ugotovili sta, da se lahko prepoznavanje določenega čustva razlikuje glede na to, katero kategorijo čustev opazovalec išče. Torej lahko interpretacijo čustev delno sugeriramo . Aviezer idr. so v raziskavi leta 2008 ugotovili, da na napačno opredelitev čustev vpliva sočasno delujoči kontekst in nasprotujoča obrazna mimika (v primerih, ko so udeleženci raziskave opazovali slike osebe z obraznim izrazom gnusa v kontekstu jeze in obratno, so na slikah največkrat prepoznali jezo) .
To sta ugotovila tudi Noh in Isaacowit (2013), ki sta se osredotočila predvsem na prepoznavanje čustev preko izrazov na obrazu v različnih kontekstih (skladen, neustrezen in nevtralen) v povezavi z razliko v starosti opazovalcev. Ugotovila sta, da je učinek konteksta pomembnejši pri starejših odraslih .
Leta 1985 so Russell idr. na podlagi raziskav, ki so pokazale, da imajo predšolski otroci iz Severne Amerike iz plemena Fore iz Papue Nove Gvineje težave pri razlikovanju jeze od gnusa želeli preveriti, ali isto velja tudi za izobražene, pismene, angleško govoreče odrasle. Sodelujoči študenti so morali v treh fazah raziskave prepoznavati čustva na določenih fotografijah (različnih čustev) na tri različne načine (v prvi fazi so prosto opredeljevali čustva, v drugi fazi so morali za set fotografij pokazati na tiste, ki so izražale jezo, v tretji fazi pa so morali številsko opredeliti intenzivnost jeze na fotografijah). Rezultati so pokazali, da so v vseh treh fazah udeleženci jezo pravilno prepoznavali, hkrati pa jih je skoraj 50% vsakič izbralo tudi fotografijo gnusa .
Tudi Pochedly, Widen in Russell (2012) so se posvetili zmotnemu zaznavanju mrščenja nosu (ki naj bi bil tipičen izraz gnusa) kot jeze. Zaključili so, da je to prepoznavanje čustva (gnusa ali jeze) odvisno od konteksta – če opazovalec že prej vidi izraz jeze, bo kasnejše videno mrščenje označil kot gnus .

### Jeza pri otrocih
Izražanje jeze
Raziskava  je pokazala, da imajo osebe, ki izhajajo iz družine, ki se bolj negativno izraža, višjo stopnjo negativne samoekspresije in izražajo jezo pogosteje. Osebe ki se izražajo bolj negativno, pa nimajo nižje stopnje pozitivnega izražanja. Rezultati tudi kažejo, da osebe, ki so vzgajane v družini z bolj pozitivnim izražanjem, po vsej verjetnosti izražajo jezo, vendar jo najverjetneje bolj kontrolirajo. Večja je stopnja negativnega konflikta med starši, manj so za otroka čustveno dostopni, ter imajo slabše odnose v družini. Sovražnost do partnerja v odnosu je deloma povezana z otrokovo jezo skozi vzgajanje. Rezultati kažejo, da so škodljivi učinki sovražnosti do partnerja na malčkovo jezo/frustracijo povezani z otrokovim genotipom. Avtorji so ugotovili, da imajo otroci, ki imajo biološke matere z višjo stopnjo izražanja jeze, večjo možnost, da bodo podedovali čustveno labilnost, kar jih naredi bolj občutljive na sovražnost med staršema v družini .
Raziskovalka Jenkins  je pri otrocih starih od 4 do 8 let, prav tako preučevala odnos med "jeznim zakonskim konfliktom" in nagnjenostjo h konfliktnim pristopom v odnosih ("Anger organization"), ki se kaže skozi kratkotrajne izraze jeze med socialno interakcijo ter agresijo v odnosih. Zanimalo jo je, če otroci izpostavljeni jezi med staršema izražajo več jeze kot drugi in imajo bolj konflikten pristop k odnosom. Predvidevala je, da so starševski konflikti z veliko jeze povezani  z otrokovo nezmožnostjo reguliranja jeze in njihovim doživljanjem jeze.
Sodelovalo je 72 otrok iz družin z različnim socialnoekonomskim statusom. "Emocionalen pristop" otrok ("emotional organization") je bil preučevan na dveh nivojih, najprej je raziskovalka  opazovala kratkotrajne čustvene izraze med pet minutno vrstniško interakcijo, zapisovala je število izražanj jeze, pogostost jeze, kadar se ostali niso odzvali z jezo in zbadanje drugih. Podatke za drug nivo emocionalnega pristopa, ki je povezan z dolgotrajnimi vzorci čustvenega vedenja so prispevali matere, učitelji/ce in vrstniki. Matere so z izpolnjevanjem vprašalnika ocenile pogostost izražanja jeze v zakonskih konfliktih ("Conflict Tactics Scale Between Spouses"), pogostost kričanja ter uporabe sarkazma. Mame in učitelji/ce so ocenili agresijo otrok z listo ("Child behaviour checklist"), otroci pa so na tristopenjski lestvici ocenili agresijo vseh svojih vrstnikov (pogostost prepiranja in pogostost jeze). Vrstniška ocena otroške agresivnosti je dobra mera, ki pravilno napoveduje stopnjo agresije v adolescenci.
Dokazano je bilo, da se stopnja jeznih partnerskih konfliktov ujema z vrstniškimi, materinimi in učiteljevimi ocenami agresije pri določenem otroku in s kratkoročnim izražanjem jeze, ter konfliktnim pristopom. Očitna agresija je bila povezana z maminim in očetovim verbalnim izražanjem jeze ter fizičnim izražanjem jeze slednjega. Otroci izpostavljeni jeznim konfliktom staršev so pogosteje izražali jezo, imeli bolj konfliktne pristope v odnosih, izražali bolj sprevržene oblike jeze in zbadali druge otroke. V prihodnosti bodo najverjetneje pokazali visoke stopnje agresivnosti v odnosih z drugimi, večkrat kot so bili izpostavljeni verbalnemu in fizičnemu izražanju jeze med staršema še sklene Jenkinsova . Pomanjkljivost raziskave pa je premajhen vzorec in nesodelovanje očetov pri raziskavi.
Raziskovalci  so opazovali spontano izražanje jeze otrok v njihovem domačem okolju. V raziskavi je sodelovalo 32 družin iz okolice Los Angelesa. Opazovani otroci so bili v povprečju stari 9,5 let. V prvem delu raziskovanja so raziskovalci štiri dni družino snemali v njihovem domačem okolju. Zbrane videoposnetke so v drugem delu raziskave pregledali in glede na vedenjske značilnosti jeze opredelili obrazne izraze, glasovno vedenje in fizični odziv. Kontekste, v katerih se je pojavilo izražanje jeze, so razdelili na verbalno nesoglasje, neupoštevanje ukazov/prošenj, zavrnitev (npr. starš otroku ne dovoli jesti sladkarij), domačo nalogo (npr. problemi pri reševanju matematičnega problema) in neagresivno fizično dejanje (npr. starš stoji pred televizorjem in otroku blokira pogled). Rezultati so pokazali, da so otroci jezo z nizko intenzivnostjo izražali povprečno 10-krat na uro, z visoko intenzivnostjo pa samo dvakrat na uro. Izražanje jeze je bilo največkrat vokalno, s fizičnim vedenjem in obraznimi izrazi pa so otroci jezo izražali manjkrat. Fizična agresivnost se je pojavila redko, v povprečju samo enkrat vsaki dve uri. Med fantki in deklicami so opazili so razlike v izražanju jeze. Fantki so pogosteje kot deklice izražali jezo v primeru prošnje ali ukaza. Razlike so bile ugotovljene tudi pri otrokovi interakciji z mamo in očetom. Mame so večkrat kot očetje sprožile izražanje jeze pri svojih otrocih.
Raziskovalci so prav tako ugotovili, da obstaja povezava med razvitostjo govora in izražanjem jeze. Boljše govorne sposobnosti pripomorejo in pomagajo otroku pri izražanju čustev. Malčki, ki so bili govorno bolj sposobni, so se na situacijo odzvali z manj hitrimi in intenzivnimi odzivi. Rast besednjaka zato doprinese k boljšemu uravnavanju in kontroliranju jeze. Pri otrocih iste starosti je prav tako prišlo do sprememb (bili so manj frustrirani) pri tistih posameznikih, ki so imeli govorne sposobnosti bolj razvite .
Doživljanje jeze
Raziskovalci so dokazali, da prisotnost mame omili doživljanje jeze in žalosti. To mame v večini dosežejo s strategijo preusmerjanja pozornosti in s strategijo uvida problema v novi luči. Strategija s preusmerjeno pozornostjo je bila bolj uspešna pri mlajših otrocih, pri starejših pa strategija, kjer so otroci problem doumeli še z druge plati. Matere so v danih situacijah večkrat uporabile strategijo, pri kateri so se trudile, da bi otrok videl problem še z druge perspektive. Obe strategiji sta bili uspešni pri zmanjševanju doživljanja jeze in žalosti . 
Raziskovalci  so pokazali, da jeza poveča problematično vedenje in da je jeza negativno povezana z materinsko toplino (večja je materinska toplina, manjše je problematično vedenje). Rezultati raziskave so tudi potrdili, da so bolj jezni malčki deležni več materinske topline kot manj. Avtorji so tako zaključili, da čeprav lahko jeza poveča otrokovo problematično vedenje, ga lahko tudi motivira k boljšem samonadzoru v prisotnosti staršev. 
V raziskavi v kateri so preučevali spolne in razvojne razlike v odzivanju na provokacijo otrok s strani vrstnika, so raziskovalci ugotovili, da so bili vsi dečki med igro bolj napeti kot deklice in so računalniške igre igrali hitreje, kar je pomenilo, da so zaradi hitrega tempa izgubili več iger in bili večkrat soočeni s porazom in z izzivanjem soigralca. Deklice so pri besednem izražanju uporabile manj negativnih komentarjev kot dečki, in tudi manj negativnih kretenj. Skupno so starejši otroci ohranili bolj nevtralne obrazne izraze, izrazili manj negativnih kretenj in izzvanih situacijah niso komentirali . 
Študije so pokazale, da jezne mame presojajo svoje otroke bolj negativno. To pa vodi do negativnih interakcij med starši in otroki. Jeza vodi tudi do zmanjšanega sodelovanja staršev z otroki in do povečanih konfliktnih faktorjev, ki negativno vplivajo na otrokovo prilagajanje. Jezen starš ni dober vzornik in direktno vpliva na manifestacijo otrokovega vedenja. Visoko izražena jeza pri materah je v pozitivni korelaciji z vedenjskimi težavami pri hčerah. Pri sinovih pa so rezultati raziskave pokazali, da so matere z ocenjeno srednjo ravnjo jeze poročale o največjih vedenjskih težavah pri sinovih. Ravno obratno pa so poročali sinovi, saj so ocenili najmanj vedenjskih težav pri mamah, ki so dosegale srednjo raven jeze in največ težav pri mamah z najnižjo ravnjo jeze.
Zaznavanje jeze
Ameriški raziskovalci so opravili študijo, v kateri so raziskovali kakšne so razlike v starosti otrok v povezavi z zaznavanjem jeznega obraza in nevtralno obrazno mimiko. V raziskavi je sodelovalo 83 otrok, starih tri, pet in osem let, ki so jim raziskovalci kazali jezne in nevtralne obraze. Rezultati raziskave so pokazali, da so 3-letni otroci sposobni oceniti čas prikazanega obraza, čeprav se je občutljivost za čas glede na rezultate s starostjo večala. Ti rezultati potrjujejo, da notranja ura, ki jo ima vsak človek, deluje tudi že v zgodnjem otroštvu. Rezultati so prav tako pokazali, da je bilo trajanje jeznega obraza v primerjavi z nevtralnim obrazom precenjeno v vseh starostnih skupinah. Rezultati te študije skupaj z rezultati prejšnjih študij dokazujejo, da imamo ljudje notranji sistem oziroma notranjo uro, ki pospeši, ko pride do zaznavanja jeze .

### Jeza v družini
Raziskovalci  so preučevali izvor jeze v odnosih v družini, prenašanje jeze na ostale družinske člane in podobnosti oziroma razlike v zaznavanju jeze družinskih članov. Želeli so raziskati običajne in normativne izkušnje jeze kot rezultat tipične človeške izkušnje znotraj družine. Študija vključuje perspektivo otrok, mater in očetov glede jeze v njihovi družini. Predvidevali so, da bo v nekaterih razmerjih prisotno več jeze kot v drugih in da bo opazen znaten prenos jeze z enega na ostale družinske člane. Glede zaznavanja jeze niso postavili hipotez. V raziskavi je sodelovalo 74 trojic, ki so jih sestavljali otroci (povprečno stari 13,4 let) in njihovi starši. Rezultati analize so pokazali, da so si člani družine podobni v mnenju o tem, da je jeza znotraj družine v večini rezultat posameznikove jeze kot lastnosti in je le v manjši meri ustvarjena znotraj družinskega odnosa. Ugotovili so, da so vsi družinski člani konsistentni pri izražanju jeze, ne glede na to, na koga je jeza usmerjena. Opazili so, da se starši pri jezi na otroka prilagajajo in odzivajo drugače. Raziskava tudi prepričljivo kaže, da se jeza v družini prenaša z enega na druge družinske člane, pri čemer noben član posebej ne izstopa. Analiza je pokazala, da med člani družine ni razlik v zaznavanju posameznih članov kot akterjev (tistih, ki izražajo jezo) in partnerjev (tistih, na katero je jeza usmerjena). Prav tako pri udeležencih ni bilo razlik v zaznavanju vpliva odnosa med člani na jezo. Edina razlika v zaznavanju je bila v ocenjevanju stopnje prenosa jeze. Otroci so zaznali največ prenašanja jeze z enega na druge družinske člane, sledijo mame, najmanj prenašanja pa so zaznali očetje.

#### Vpliv vzgoje in družinskih faktorjev na pojav jeze v odraslosti
Finski raziskovalci , so preiskovali, kakšen vpliv ima "oster" vzgojni stil ("hostile rearing-style") in nizek socialnoekonomski status (SES) v otroštvu na pojav sovražnosti in jeze v obdobju zgodnje in srednje odraslosti. "Oster" vzgojni stil ima tri značilnosti: staršem je otrok čustveno malo pomemben in ga zavračajo, do otroka imajo nizko sprejemanje (nizko toleranco) in uporabljajo strog disciplinski stil. Predvidevali so, da ima strog in discipliniran stil vzgoje velik vpliv na razvoj smernic sovražnosti in jeze. Za proučevanje je bilo leta 1980 naključno izbranih 3596 finskih otrok in mladostnikov (starih od 3 do 18 let), z vsaj "ostrim" vzgojnim stilom ali nizkim SES, ki so jim sledili 27 let. Vzgojni stil so preučevali tako da so matere dvakrat izpolnile vprašalnik  o vzgojnem stilu, ki je merila tri značilnosti vzgojnega stila. SES so izmerili na začetku in tri leta kasneje. Stopnji jeze in sovražnosti sta bili izmerjeni štirikrat z vprašalniki, ki so jih izpolnjevali sodelujoči otroci/mladostniki. Jezo so merili z uporabo "Lestvice razdražljivosti", sovražnost pa z uporabo "Lestvice cinizma".Rezultati so pokazali, da nizek SES, "majhna pomembnost otroka" ("Low significance"), "nizko sprejemanje" in strog disciplinski stil vplivajo na visoko stopnjo izraženosti sovražnosti in jeze. Nizek SES, majhna pomembnost in strog disciplinski stil so skozi leta postali še boljši napovedniki sovražnosti. Ta  raziskava je z meritvami v 27 letih omogočila preučevanje nagnjenj k sovraštvu in jezi skozi leta in potrjuje, da imajo družinski dejavniki daljnosežne posledice na smernice jeze in sovraštva pri odraslih še najmanj 27 let. Posamezniki, katerih starši so jih dojemali kot nepomembne  in so redno uporabljali stroge disciplinske ukrepe, so imeli visoko stopnjo sovražnosti izraženo dlje kot tisti, katerih starši so imeli drugačen vzgojni stil. Pri posameznikih, iz družin z višjim SES, se je stopnja sovražnosti hitreje znižala, v primerjavi z drugimi. Strožji disciplinski način vzgoje in nizek SES imata večji vpliv na sovražnost kot drugi družinski faktorji. V študiji so tako poudarili pomen družinskih dejavnikov v zgodnjem otroštvu na  razvoj splošnega dobrega počutja skozi življenje.

#### Oblikovanje nasilnega vedenja pri najstnikih
Zraven osebnostnih lastnosti, vpliva vrstnikov in šole je družina pomemben dejavnik pri oblikovanju adolescentnega nasilnega vedenja. Jeza in nasilje v družini usmerita otroka k izkazovanju jeze in negativnega vedenja v socialnih razmerjih. Predhodne raziskave so pokazale, da izražena zunanja jeza pri otroku namiguje na probleme v družini. Omejena samoregulacija s strani staršev, stroga disciplina in visoka raven jeze v družini so t. i. faktorji tveganja, ki povečujejo možnost pojavljanja nasilnega vedenja pri otrocih. Raziskovalci  so želeli analizirati razlike pri funkcioniranju družin, razlike v jezi in v načinih izražanja jeze, uporabi alkohola in delinkventnem vedenju med starši otrok, ki so storili nasilna dejanja in tistih, katerih otroci nikoli niso izvedli nasilnega dejanja. V raziskavo je bilo vključenih 54 družin z nasilnim najstnikom (v nadaljevanju FASV – »Family of adolescents showing violent behavior«) in 54 družin z nenasilnim najstnikom (v nadaljevanju FACG –»Family of adolescents in comparison group«). Ugotovili so, da so problemi glede  komunikacije v družini, razdelitve vlog, učinkovite odzivnosti in vključenosti ter kontroliranja vedenja v večji meri bolj prisotni pri FASV kot pri FACG. Nivoji jeze pri FASV so se izkazali za višje kot pri FACG – slednji so kazali višjo stopnjo kontrolirane jeze v primerjavi s FASV. Ocenili so tudi frekvenčne vrednosti družin in ugotovili, da se 46,3% FASV družin sooča s psihološkimi problemi, med tem ko se ti problemi pojavljajo pri 5,6% FACG. Zaradi delikventnih dejanj je bilo sodno obravnavanih 44,4% FASV, kar pri FACG sploh ni bilo prisotno. Alkohol uživa 38,9% FASV, med tem ko ta odstotek pri FACG znaša 9,3% kar zopet kaže na statistično pomembno razliko. Statistično pomembne razlike v funkcioniranju družine med FASV in FACG nam povedo, da nasilni najstniki doživljajo večje probleme znotraj družine. Družine, ki izražajo več jeze (FASV), so nesposobne pravilno čustveno reagirati, zato imajo težave pri kontroliranju jeze. Tako so raziskovalci zaključili, da mladostniki, ki izvajajo nasilno vedenje, doživijo več težav v smislu  konstantne jeze in načinov izražanja jeze, problematičnega vedenja družinskih članov in alkohola. Študija v diskusiji poudarja vključitev celotne družine in ne samo najstnika v procesu izboljšanja najstnikovega nasilnega vedenja, saj je le-to povezano s funkcioniranjem družine.

## Starostne razlike in razlike med spoloma

### Starostne razlike
Starost posameznika je negativno povezana s pogostostjo izražanja jeze. V primerjavi z mladostniki, starejši ljudje vsakodnevno doživljajo manjše količine občutene jeze. Prav tako uporabljajo več pasivnih kot proaktivnih oblik čustvenih regulacij. Starješi so torej tisti, ki svoja čustva večkrat potlačijo, namesto, da bi se iskreno izrazili in tako nasprotovali situaciji taki kot je in se z njo poskušali spoprijeti. Razlog za manjšo uporabo proaktivnih oblik čustvenih regulacij pri starejših odraslih bi lahko bila prav manjša količina izkušene jeze ob soočanju s problemi ter manjša izpostavljenost problemom, na katere bi se lahko odzvali z jezo. Hkrati pa bi bile lahko izkušnje in čustvena regulacija tisti, ki bi vplivali na to, da starejši ljudje bolje razlikujejo med tem, kdaj se splača proaktivno boriti.
Starejši ljudje si tudi težje zapomnijo obraze, ko le ta izraža jezo. Nasprotno od slik jeznih obrazov, ki so hitro zbledele iz njihovega spomina, so si starejši ljudje pogosto zapomnili slike obrazov s pozitivnimi čustvi. Na podlagi tega pa so raziskovalci sklepali, da so jim ti bližje ter jih raje in večkrat doživljajo, kot negativne (torej jezo).

### Razlike med spoloma
Leta 1993 je Thomasova  izvedla raziskavo o jezi žensk. Študija je odkrila tri pogoste izvore jeze pri ženskah: nemoč, nepravičnost in neodgovornost drugih. Thomasova je študijo prenesla iz vzorca ameriških žensk še na ženske iz drugih držav (Francija, Turčija). Pri moških še niso odkrili specifičnih faktorjev, ki bi lahko bili vzrok jeze.
Druga raziskava je ugotovila, da ljudje dojemajo obraz z jeznim izrazom kot bolj možatega, medtem ko obraz z veselim izrazom kot bolj ženstvenega. Kognitivni procesi, ki razlikujejo med možatostjo in ženstvenostjo so povezani s tistimi, ki razlikujejo med jezo in veseljem. Ugotavljajo, da slednja pristranskost izvira iz evolucijske preteklosti, ko je moški veljal za nevarnega daleč naokoli, ženska pa je bila skrbna in je varovala pred škodo. Vzorec raziskave je štel 38 srednješolcev, ki so gledali slike obrazov. Za ugotavljanje povezav z nezavednimi stereotipi so uporabili dva testa. Najprej so morali, če se jim je zdelo, da je prikazan obraz vesel, pritisniti H (happy-vesel), če pa se jim je zdelo, da je jezen pa A (angry-jezen). Kot je bilo pričakovano so udeleženci hitreje ocenili moške obraze kot jezne, ženske pa kot bolj vesele. Drug uporabljen test je bil Implicitni asociacijski test za ugotavljanje nezavednih pristranskosti srednješolcev pri izbiranju jeznih in veselih izrazov, s katerim so testirali, ali srednješolci povežejo imena ženskega spola z veseljem in imena moškega spola z jezo. Večina jih je tako storila. Trinajst od 38 jih je povezovalo ravno obratno, kar pomeni, da so njihovi nezavedni stereotipi, glede na spol, nasprotni ostalim (moške povezujejo z veseljem in ženske z jezo). S tem rezultatom so zavrgli spolne stereotipe kot vzrok za povezovanje moških z jezo in žensk z veseljem. Drugo hipotezo, da so za prepoznavanje čustev krivi znaki, ki jih pripišemo samo moškim (močnejše obrvi, oglat obraz) ali samo ženskam (mehkejše poteze) so potrdili tako, da so na nevtralne obraze namestili te specifične obrazne poteze.
Trenutne ugotovitve so skladne s predhodnimi poročanji raziskovalcev o razlikah med spoloma v pogostosti, intenzivnosti in izražanju jeze. Edina izjema je bil vpliv spola na kontrolo jeze, kjer so moški poročali o bistveno večjem nadzoru jeze kot ženske. Ta ugotovitev, vključno z odsotnostjo razlik pri spolih glede na notranjo in zunanjo jezo, sovpada z literaturo, toda ne sovpada s spolnimi stereotipi da bodo moški bolj verjetno doživljali jezo in jo izražali na negativen način. 

## Jeza in medkulturne razlike
Določena raziskava se je osredotočila na razlike v izražanju jeze glede na socialni status posameznika v dveh različnih kulturah. Sodelovalo je 1054 naključno izbranih Američanov (34–38 let) iz srednjega socialnega razreda (MIDUS–Midlife USA) in 1027 naključno izbranih Japoncev (30–79 let) iz okolice Tokya (MIDJA–Midlife Japan).  Da bi ugotovili ali sodelujoči svoj položaj objektivno ali subjektivno vrednotijo, so izvedli telefonski pogovor in jim dali izpolniti samoocenitveni vprašalnik. Pedagoški dosežek in zaposlitev sta bila pokazatelja objektivnega socialnega statusa. Za merjenje subjetivnega socialnega statusa pa so sodelujočim pokazali sliko lestvico z desetimi stopnjami in jih prosili, naj na njej po svoji lastni presoji označijo svoj položaj v socialni skupnosti. Za merjenje izražanja jeze so morali sodelujoči na lestvici označiti, kako pogosto izražajo jezo v določenih situacijah. Rezultati so pokazali, da v povprečju Američani subjektivno ocenjujejo svoj socialni položaj in posledično izražajo tudi več ježe v primerjavi z Japonci. Tudi osebni dosežki so pomembnejši za Američane (doživljajo več notranjih konfliktov zaradi nedosegljive in neizpopolnjene težnje po uresničitvi lastnih ciljev in želja).

## Jeza med vožnjo
Vpliv jeze in agresije na vožnjo
Agresivna vožnja je ena največjih težav na cestah, ki lahko pripelje tudi do hudih nesreč s smrtnimi žrtvami. Poleg tega pa je pomemben dejavnik tudi transgresivno vedenje, torej takšno, ki presega meje družbeno sprejemljivega (npr. prehitra vožnja, ignoriranje stop znakov, ipd.). Na podlagi jeze in agresivnosti lahko precej verjetno napovemo agresivno in transgresivno vožnjo. Splošni model agresije nakazuje, da določene posameznikove lastnosti, skupaj s konkretno situacijo, povzročijo reakcije, ki lahko vodijo v agresivno vedenje. Raziskava je pokazala, da se pri posameznikih z višjo stopnjo izražene jeze med vožnjo pogosteje aktivira agresivno zaznavanje situacije. Agresivne zaznave so torej nekakšen mehanizem, ki povezuje jezo in agresivno vedenje. Misli, povezane z jezo, so relativno avtomatične in so v veliki meri povezane z nezavednim ocenjevanjem situacije.
Doživljanje močnih čustev med vožnjo ni zaželeno, saj so le-ta znana kot moteč dejavnik, zaradi katerega velikokrat postanemo manj pozorni na okolico. Sagar, Mehta in Chugh (2013) so ugotovili, da je voznike moč razdeliti v dve skupini na podlagi tega, kako pogosto občutijo jezo med vožnjo. V prvi skupini so vozniki, ki občutijo jezo vsakič, ko vozijo, medtem ko drugi vozniki doživljajo jezo le redko (v polovici primerov vožnje). V preteklih raziskavah  so ugotovili, da 89 % anketiranih priznava, da so večkrat agresivni na cesti, pri čemer se pod agresivna dejanja štejejo: izsiljevanje, tvegano prehitevanje, trobljenje, preklinjanje, sovražne geste ipd.  Študija je pokazala, da je tvegana oz. hitra vožnja v pomembni pozitivni korelaciji z voznikovo jezo. Tisti, ki pogosteje doživljajo jezo, se poslužujejo tvegane in agresivne vožnje ter posledično tvegajo tudi večjo možnost vključitve v situacije s smrtnimi žrtvami.
Veliko vlogo pri agresivnem izražanju jeze ima, po mnenju ene izmed izvedenih raziskav z naslovom »Jeza med vožnjo« , občutek krivde – torej kako nastalo situacijo udeleženci dojemajo, ali so zanjo krivi sami ali ostali udeleženci. V drugi raziskavi »Jeza, agresija in tvegano vedenje: primerjava med vozniki z visoko in nizko stopnjo doživljanja jeze«;  so ugotavljali razlike med vozniki, ki med vožnjo velikokrat doživljajo jezo in med tistimi, ki jezo doživljajo redkeje. V raziskavi je sodelovalo 121 študentov psihologije, od tega 54 moških in 67 žensk. Raziskovalci so ugotovili, da se vozniki z visoko stopnjo izraženosti jeze, večkrat znajdejo v nevarnih situacijah, so podvrženi pogostejšem in intenzivnejšem doživljanju agresije ter so hkrati dvakrat bolj izpostavljeni prometnim nesrečam. Rezultati raziskave so pokazali tudi, da so vozniki, ki jezo doživljajo redkeje, bolj prilagodljivi in se s problemi na cestišču spopadajo bolj konstruktivno. V manj stresnih situacijah se udeleženci po stopnji doživljanja jeze niso razlikovali, v bolj stresnih situacijah pa so vozniki z višjo stopnjo izraženosti jeze, to čustvo tudi intenzivneje izrazili. Tretja raziskava z naslovom »Izražanje jeze med vožnjo«  je zanimiva predvsem zaradi spoznanja, da na varnost pri vožnji v povezavi z doživljanjem jeze, agresivnostjo in tvegano vožnjo vpliva starost, pri čemer avtorji opozarjajo, da naj bi bili mlajši udeleženci bolj agresivni vozniki. Vpliven dejavnik pa naj bi bil tudi spol in sicer naj bi bile ženske v povprečju manj podvržene tveganju med vožnjo.

#### Razlike pri vožnji med spoloma
Z razlikami med spoloma se srečujemo tako rekoč na vsakem koraku, zato tudi pri vožnji obstajajo določeni stereotipi vezani na spol. Raziskovalci so v raziskavi  ugotavljali razlike med moškim in ženskim obnašanjem med vožnjo, prejetimi cestnimi kaznimi in udeležbo v nesrečah. Raziskava je bila izvedena v Španiji in v njej je sodelovalo 541 udeležencev. Rezultati raziskave so pokazali, da moški med vožnjo jezo izražajo na agresiven način (fizična agresija, npr. trobljenje, izsiljevanje, tvegano prehitevanje) medtem ko so ženske bolj nagnjene k psihičnem izražanju jeze (npr. preklinjanje, žalitve). Ugotovili so tudi, da ženske doživljajo več jeze v situacijah kot so na primer ovire v prometu zaradi del na cestišču, medtem ko moški več jeze občutijo v prisotnosti policije, saj so zaradi njihove navzočnosti prisiljeni prilagoditi in spremeniti svojo vožnjo. Prav tako so rezultati raziskave pokazali, da so moški prejeli več kazni zaradi nepravilne vožnje in bili pogosteje udeleženi v prometnih nesrečah, kar lahko povežemo s tem, da ženske pogosteje v avtu vozijo še svoje otroke, zaradi česar vozijo previdneje in počasneje ter so hkrati bolj prilagodljive.
Obstaja razlika med jeznimi vozniki, ki se zavedajo svojih težav z jezo in iščejo pomoč, jeznimi vozniki, ki ne opazijo težav z jezo pri sebi in vozniki, ki z jezo med vožnjo nimajo težav.
Prav tako obstajajo razlike med spoloma. Rezultati so pokazali razliko v količini prometnih nesreč, izražanju agresije in rizičnem vedenju. Do največ trkov oz. nesreč je zaradi jeze prišlo v skupini jeznih voznikov, ki ne opazijo težav z jezo (pri moških je bil rezultat manjši kot pri ženskah). V skupini jeznih voznikov, ki opažajo težave z jezo, so moški dosegli nižji rezultat kot ženske. Najmanj trkov je bilo v skupini voznikov, ki težav z jezo med vožnjo nimajo, kjer so moški zopet dosegli nižji rezultat kot ženske. Pri razlikah med spoloma so bili moški v vseh treh skupinah manj pogosto vpleteni v prometne nesreče, ženske pa bolj.
Vzroki za jezo med vožnjo
Jezo med vožnjo lahko izzovejo številni dejavniki. Študija  je na vzorcu prebivalcev Nove Zelandije s pomočjo DAS lestvice ugotavljala, katere situacije najpogosteje izzovejo jezo pri voznikih. Z uporabo 33-predmetne DAS lestvice so ugotovili, da voznike najpogosteje razjezijo oviran promet, tvegana vožnja drugih voznikov, sovražne kretnje in nevljudna vožnja. Ženske voznice najbolj jezi tvegana vožnja drugih voznikov ter sovražne kretnje, medtem ko moške najbolj jezi oviran promet in nevljudna vožnja. Izkušeni vozniki poročajo o manjši stopnji jeze izzvane s strani oviranega prometa, nevljudne vožnje in sovražnih kretenj. V splošnem pomenu jeze med vožnjo starost ni imela posebnega vpliva.
Načini izražanja jeze med vožnjo
Vozilo predstavlja posebno okolje, zato je potrebno v njem opredeliti specifične načine izražanja jeze. Z vprašalnikom Driving Anger Expression Inventory (DAX) so raziskovalci prišli do 5 različnih načinov izražanja jeze med vožnjo. Prvi način izražanja je verbalno agresiven (preklinjanje in kričanje, neverbalni znaki - stresanje z glavo in grdi pogledi ob verbalnem izražanju). Drugi način vključuje uporabo lastnega telesa za grožnjo (kazanje sredinca, izstopanje iz avta z namero fizičnega obračuna z voznikom). Tretji način se je nanašal na izražanje jeze, pri katerem oseba kot sredstvo uporablja vozilo in sicer zaslepljevanje z lučmi, upočasnjevanje in namerno pospeševanje za frustriranje voznikov. Četrti način oz. transfer agresivnosti vključuje prenos jeze na sopotnike v avtu. Peta oblika (konstruktivno izražanje jeze) vključuje odzivanje na jezo z osredotočanjem na varno vožnjo, predvsem pa željo, da bi rešili problem. Konstruktivno izražanje jeze ni v korelaciji, ali pa je bilo v negativni korelaciji z ostalimi načini izražanja, medtem ko so bile ostale štiri agresivne oblike izražanja jeze v pozitivni korelaciji ena z drugo. Moški in ženske se niso razlikovali pri faktorjih verbalnega izražanja jeze, uporabi vozila za izražanje jeze in pri konstruktivnem izražanju jeze. Razlike so bile opazne pri moških – z večjo verjetnostjo so izražali jezo z uporabo lastnega telesa za grožnjo, kot pa da bi žalili voznika. Glede na skupni indeks agresivnih oblik izražanja jeze se je izkazalo, da moški bolj agresivno izražajo jezo kot ženske.
Raziskovalci so ugotovili, da so najpogostejši vzroki za jezo na cesti hupanje, prehitevanje po napačni strani, glasna glasba v drugih vozilih ter vroča in vlažna klima. Ti dejavniki so voznike, ki na splošno doživljajo večjo stopnjo jeze, bolj vznemirili, kot voznike, ki redkeje občutijo jezo med vožnjo. Slednji so jezo izražali na pasiven način (držali zamero proti drugim voznikom ali jedli in pili, da bi se pomirili), medtem ko so vozniki, ki doživljajo višjo stopnjo jeze, izražali čustvo na aktiven način (zmerjanje drugih, uporaba vozila za agresivno izražanje jeze, ipd.).
Izrazi jeze pri vožnji
Ko smo jezni, po navadi svoje občutke delimo in jih pokažemo drugim, zato tudi izraze jeze ni težko prepoznati. Raziskava  »Izrazi jeze na cesti« se prav tako nanaša na doživljanje in izražanje jeze med vožnjo. Raziskovalec je preučeval novozelandske voznike, v raziskavi je sodelovalo 677 naključno izbranih udeležencev. Na podlagi preteklih raziskav je v hipotezah predpostavil, da bo prišlo do razlik med spoloma glede na stopnjo izražanja jeze, in sicer moški naj bi jezo izražali intenzivneje kot ženske in hkrati vozili tudi bolj tvegano, prav tako pa naj bi starejši vozniki vozili previdneje. Rezultati raziskave so pokazali, da so bili jezni odzivi v prometu in pa izražanje jeze (tako na verbalen kot tudi fizičen način) v medsebojni povezavi, prav tako pa tudi kontrola jeze s prilagodljivostjo in konstruktivnim vedenjem (bolje kot so vozniki kontrolirali svoje splošne odzive jeze, bolj so bili na cesti strpni in se obnašali konstruktivno). Raziskovalec je uspel dokazati tudi, da so starejši vozniki jezo izražali redkeje kot mladi vozniki in da moški pri vožnji pogosteje tvegajo.
Načini zmanjševanja jeze med vožnjo
Prvi način se imenuje Relaxation Coping Skills (RCS), pri katerem se oseba osredotoča na zmanjšanje napetosti mišic, dihanje (več sproščujočih globokih vdihov), ponavljanje besede sporostiti se (»relax«) ali pomensko podobne besede in si zamišlja sproščenega človeka, sebe.  Drug način je Cognitive-Relaxation Coping Skills (CRCS), kjer je poudarek na ponovnem premisleku v prometni situaciji, ki bi vzbujala jezo. Oseba se sprašuje predvsem: "Kakšen je drugačen način razmišljanja v dani situaciji?", "Kakšni so razlogi, da oseba tako obnaša?" in "Ali imate dokaz, da oseba nekaj počne le zato, da bi vas razjezila?". V raziskavah so ugotovili, da je pri obeh skupinah, ki sta izvajali terapijo prišlo do zmanjšanja intenzitete in pogostosti doživljanja jeze med vožnjo. Obe terapiji sta zmanjšali agresiven način in povečali konstruktiven način izražanja jeze. Testni skupini se pri rezultatih med seboj nista razlikovali – pri obeh je prišlo do podobnega učinka. Terapija jeze je pomembna, saj pomembno učinkuje na voznike – poveča se konstruktivno izražanje in zmanjša agresivno izražanje jeze. Kot najbolj učinkovito bi lahko izpostavili drugo terapijo – Cognitive-Relaxation Coping Skills, saj je pri tej pride do največje redukcije jeze med vožnjo.

## Jeza v povezavi s terorističnimi napadi
Jeza se pojavlja v vsakodnevnem življenju, vse bolj pa jo povezujemo s terorističnimi napadi, ki se vedno pogosteje pojavljajo tudi v medijih. Na to temo je bilo izvedenih mnogo raziskav. Nekatere  kažejo, da jeza vpliva na pripisovanje vzrokov za teroristične napade samim teroristom brez dvoumnih dokazov. Prav tako je dokazano, da je za tiste, ki ob napadu doživljajo jezo značilna manjša kompleksnost razumevanja teroristične situacije, ki je lahko posledica subjektivnega poročanja medijev ali stereotipnega mišljenja. Jeza pri posameznikih vpliva na podporo posameznim protiterorističnim organizacijam, ki temeljijo predvsem na agresivnem vojaškem posredovanju tako znotraj države, kot v drugih državah po svetu.
Prva raziskava z naslovom MOČ SLIKE: VPLIV KONTEKSTA SLIKE NA INTERPRETACIJO TERORIZMA Z VIDIKA ČUSTEV IN PODPORE PROTITERORISTIČNIM ORGANIZACIJAM  predvideva, da lahko kontekst slike, ki je povezan s terorizmom, močno vpliva na posameznikovo vrednotenje dogodka in lahko povzroči različne čustvene odzive in različno aktivno politično delovanje. V raziskavi je sodelovalo 235 Britancev (143 moških in 92 žensk), starih med 18 in 68 let. Britanci so prebrali članek o bombnem napadu na London, ki je bil podoben že objavljenemu članku, nato so jim pokazali še fotografije istega terorističnega napada leta 2005. Prva polovica si je ogledovala fotografije z žrtvami napada, druga polovica pa fotografije z napadalci. Z lestvico so ocenili kako intenzivno so doživljali posamezna čustva pri posameznih fotografijah. Pri treh so najpogosteje doživljaji strah, pri treh empatijo in pri treh jezo. Udeleženci, ki so opazovali fotografije s teroristi so doživljali več strahu in jeze, kot tisti, ki so opazovali fotografije z žrtvami. Hipoteza 3, ki je predpostavljala, da krivica na fotografiji s teroristi sproža jezo je bila potrjena, prav tako je bila potrjena hipoteza 6, ki je predpostavljala, da jeza sproža podporo agresivnim protiterorističnim organizacijam.
V drugi raziskavi z naslovom PRIPISOVANJE VZROKOV TERORISTIČNEMU NAPADU 11. SEPTEMBRA NA PODLAGI ČUSTEV POSAMEZNIKA IN NJIHOV VPLIV NA NADALJNJO PODPORO POLITIČNEMU POSREDOVANJU je sodelovalo 120 Američanov (97 študentov iz univerze v Koloradu in 23 prebivalcev neke ameriške skupnosti, ki obiskujejo rekreacijski center, starih nad 18 let, ki so podajali mnenja o terorističnem napadu 11.septembra. Raziskovalci so ugotavljali katera čustva, navedeni vzroki za napad in posameznikovo mnenje o politično primernem posredovanju, so imela vpliv na njihova mnenja. Vsak udeleženec si je ogledal tri videoposnetke, ki so bili že predhodno objavljeni na različnih spletnih straneh. Prvi posnetek je prikazoval napad letal in zrušitev stolpov. V tem posnetku je bil zvok prisoten, saj je bilo poročanje objektivno. V drugem in tretjem posnetku so bile prikazane posledice napada, predvsem ruševine in reševanje poškodovanih. V posnetkih zvok ni bil prisoten, saj so bili komentarji izrazito subjektivni in bi lahko vplivali na čustva, interpretacijo in mnenje udeležencev. Močnejša kot je bila izražena stopnja jeze, bolj so bili udeleženci prepričani, da so povzročitelji napada teroristi in da je ZDA premalo poskrbela za varnost državljanov, kljub temu pa so bili prepričani, da ameriška politika ni bila odgovorna za napad. Izrazili so podporo vojaškemu posredovanju v vseh državah, ki podpirajo terorizem in večji nadzor ljudi v ZDA, ki bi lahko bili potencialni teroristi. Manj so se nagibali k humanitarni podpori revnejšim državam, kot je na primer Afganistan. Udeleženci, ki so doživljali jezo so čutili večji ponos in moč za intenzivno reševanje žrtev in poškodovanih ter zdelo se jim je pomembno, da je Amerika v tem času združena in enotna. Sovražna dejanja proti teroristom so se jim zdela sprejemljiva. Edina razlika med posamezniki, ki so doživljali jezo je bila kompleksnost njihove interpretacije teroristične situacije. Ti posamezniki so situacijo doživljali manj kompleksno oziroma bolj črno-belo. Pri raziskavi so opazili, da so tisti udeleženci, ki so doživljali jezo manj previdni pri procesiranju novih informacij, kot tisti, ki so doživljali strah in žalost. Razlog za to je, da je jeza čustvo sigurnosti, strah in žalost pa čustvi nesigurnosti.
Tretja raziskava z naslovom TERORIZEM PO 11. SEPTEMBRU: REAKACIJE NA SIMULIRANO POROČANJE O DOGODKIH temelji na treh eksperimentih. Eksperimente so izvedli leta 1998, 2002 in 2004. V vseh treh eksperimentih je bil vzorec enak. Sodelovalo je 72 študentov (36 žensk in 36 moških) psihologije iz Univerze v Koloradu, starih nad 18 let. Udeležencem so kot simulirane novice kontinuirano predstavljali teroristične napade, ki so bili izvedeni na vojaškem ali kulturnem oziroma izobraževalnem področju.Rezultati so pokazali, da so tako moški kot ženske doživljali strah in jezo. Pri merjenju skozi več ponovitev so ugotovili naraščanje stopnje izraženosti strahu in jeze, pri čemer je bila stopnja izraženosti jeze višja od stopnje izraženosti strahu. Po več ponovitvah so ženske doživljale višjo stopnjo strahu, moški pa višjo stopnjo jeze. V primerjavi s preteklimi eksperimenti je v eksperimentu 2 poleg biološkega spola zajeta tudi spolna vloga. Tisti udeleženci, ki so dosegali višjo stopnjo možatosti, so doživljali več jeze in manj strahu, v nasprotju z njimi so udeleženci, ki so dosegali nižjo stopnjo možatosti, doživljali več strahu in manj jeze. Razlike v odgovorih so bile največje v eksperimentu 1 (2002), najmanjše v Haelyjevem eksperimentu (1998) in srednje različne v eksperimentu 2 (2004). Znotraj posameznega eksperimenta so konflikti med odgovori monotono naraščali ne glede na leto izvedbe. V vseh raziskavah je prišlo do pomembnih razlik med spoloma. Glavni namen raziskave je bila primerjava odgovorov o terorizmu pred in po 11. septembru 2001. Kot pričakovano so rezultati pokazali večje razlike v odgovorih pred in po napadu, leta 2001. Ne glede na rezultate so raziskovalci predvideli večje razlike, saj je teroristični napad 2001 dvignil ameriško zavest o terorizmu in zavest o pomembnosti državne varnosti.

## Jeza v partnerskih odnosih
Jeza do ljudi v različnih odnosih
Averill (1982)  je rekel, da je jeza močno medosebno čustvo in se zato najmočneje izraža pri tistih, ki jih imamo radi, oziroma pri tistih, s katerimi smo v najožnjem stiku. Pri partnerskih odnosih smo priča stalnemu in intimnemu osebnemu stiku, večji sproščenosti in visoki motivaciji glede spremembe partnerjevega vedenja (primer). Kumulirajo se partnerjeva negativna obnašanja in zaradi tega je tu večji potencial za izvor jeze. Znano pa je, da je jeza najpogostejše čustvo, ki vpliva na medosebne odnose (Averill 1982; Scherer in Wallbott 1994). Teorija navezanosti (npr. Bowlby 1973) pravi, da so korenine jeze v intimnih razmerjih različne od korenin jeze v širšem pomenu besede, saj je 'intimna jeza' pogosto reakcija na grožnjo izgube romantične navezanosti in se uporablja kot način proti temu, da partner zapusti zvezo. Nekateri avtorji trdijo, da je v modernem obdobju, zaradi spreminjajočih se vlog spolov, več izkazovanja jeze med moškimi in ženskami kot kadarkoli prej.  Po Chafetzu in Dworkinu (1989) naraščajoča težnja po enakosti v odnosih zahteva več čustvene intimnosti, kar poziva k večji poštenosti in odprtosti v odnosih. Ta poštenost pa vodi do bolj izrazitega izkazovanja tako soglasja kot nesoglasja. Torej, če je res cilj naše družbe večja intimnost in enakopravnost v odnosih moramo sprejeti tudi naraščanje količine jeze in konflikta, ki neizogibno pride zraven.
Razlike med jezo v razmerju in v vsakdanjih situacijah
Raziskovalca Jodie L. Kocur in Jerry L. Deffenbacher  sta se ukvarjala z vprašanjem, ali se izražanje jeze razlikuje v odnosu med partnerjema v ljubezenskem razmerju in v odnosu do vseh ostalih ljudi v vsakodnevnih situacijah. Postavila sta si več hipotez. Prva pravi, da posamezniki občutijo in izražajo več jeze v romantičnih razmerjih kot pa na splošno. Temu je sledilo še, da posamezniki manj zatirajo jezo v razmerju. Tretja hipoteza pa trdi, da ženske občutijo in izražajo več jeze v razmerju kot moški. Pri raziskavi je sodelovalo 383 udeležencev. Udeleženci stari med 17 in 49 let iz različnih etničnih skupin, ki so bili v ljubezenskem razmerju, ki traja ali je trajalo vsaj tri mesece. Udeleženci so dobili anonimni vprašalnik, v katerem so odgovorili na vprašanja o letih, spolu in letniku šolanja. Izpolnili so TAS - Trait Anger Scale vprašanj o njihovem obnašanju na splošno, kot tudi AX- Anger Expression Scale vprašanj o izražanju njihove jeze v določenih situacijah v vsakdanjem življenju. Nato so bili udeleženci v razmerjih in tisti, ki so bili v več kot 3 mesece trajajočem razmerju naprošeni, da izpolnijo še kombinacijo TAS in AX vprašanj, ki so se nanašala na situacije v zvezi, ostali pa so na tem mestu zaključili z vprašalnikom. Rezultati so pokazali, da imajo moški več kontrole nad jezo kot ženske v razmerjih in da jezo izražajo redkeje in manj agresivno od žensk. S tem so potrdili hipotezo, da ženske občutijo in izražajo več jeze v razmerju kot moški. Ovrgli so hipotezo, da posamezniki izražajo in občutijo več jeze v ljubezenskih razmerjih, saj sta avtorja dobila ravno nasprotne rezultate. Več jeze se pojavlja v odnosih na splošno, kot pa v ljubezenskih. Tako sta ovrgla tudi hipotezo, da je več zatiranja jeze v odnosih na splošno kot v ljubezenskih. Njuna dognanja so velik napredek za zakonsko terapijo, saj sta dokazala tudi pomembnost upoštevanja izvora jeze pri partnerju.
Jeza in ločitev
V raziskavah o prilagajanju posameznikov po ločitvi so ugotovili, da so depresija, trenutno občutenje jeze in pogostost doživljanja jeze v negativni korelaciji z odpuščanjem partnerju. Udeleženci (ločeni med 18 in 30 mesecev), ki so javljali visoke ravni čustvenega stanja jeze, so dosegali nizko raven sedanjega eksplicitnega odpuščanja in nizko raven oproščajočega čustva do svojih bivših partnerjev.. Raziskava na temo nasilja do žensk je pokazala, da do nasilja do žensk pride ob nenavadnih, močnih situacijskih stresorjih, ne glede na moževo nagnjenje k nasilju. Nekateri od teh situacijskih povzročiteljev stresa se zgodijo med postopkom zakonske ločitve (prerekanja o skrbništvu, o dostopu do otrok). V študiji, kjer so preučevali izkušnjo razhajajočih se partnerjev, ki niso dobili skrbništva nad otroki, je največ moških za najbolj stresno situacijo, ki izzove jezo, izbralo tisto, kjer jim bivše partnerke sabotirajo dostop do otrok zaradi nerednega plačevanja preživnine..
Vpliv spola in navezanosti na izražanje jeze
Nisenbaum in Lopez sta leta 2015  preučevala kako spol in orientacija odrasle navezanosti partnerjev v romantični zvezi prispeva k posameznikovem doživljanju in izražanju jeze znotraj razmerja. Ključna predpostavka je bila, da bosta posameznikova orientacija navezanosti in prilagoditveno vedenje vplivala na odzive jeze njihovega partnerja. Podatke sta zbrala od obeh partnerjev v zvezi, ki traja več kot 3 mesece in pregledala kako posameznikova orientacija odrasle navezanosti vpliva na njegovo in partnerjevo vedenje povezano z jezo ter ali lahko odgovor partnerja jezo drugega predvidi njegove z jezo povezane odzive. V raziskavi je sodelovalo 92 heteroseksualnih parov iz različnih etničnih skupin, starosti od 18 do 66 let. Uporabila sta tri vprašalnike: ECR (The Experiences in Close Relationships) za navezanost, BARQ (Behavioral Anger Response Questionnare) za vedenjski odziv jeze in AS (Accomodation Scale) za njihove odzive na akomodacijske dileme. Rezultati so pokazali, da ko so jih partnerji jezili, so osebe z izogibajočim stilom navezanosti svojo jezo pred njimi skrili, za plašen stil pa sta potrdila spoprijemanje z ekspresivnim vedenjem. Delno sta potrdila tudi hipotezo, da se bodo tisti z visokimi rezultati pri izogibajočem stilu na partnerjevo jezo odzivali manj adaptivno.
Povezava med navezanostjo in intimnim nasiljem
V svoji raziskavi leta 2005 sta Lafontaine in Lussier  preučevala povezavo med navezanostjo in intimnim nasiljem. Doživljanje in izražanje jeze do partnerja naj bi posredovala in vodila v povezavi med plašno navezanostjo ter psihičnim in fizičnim nasiljem para. V raziskavi je sodelovalo 316 heteroseksualnih parov, ki so poročeni ali skupaj živijo že več kot 6 mesecev. Navezanost posameznika so merili z ECR, uporabila sta pa tudi IAEC (The Inventory od Anger Experience in Couples) za merjenje doživljanja jeze v paru, STAXI (State-Trait Anger Inventory) za meritve stanj in značilnosti jeze in CTS2 (The Revised Conflict Tactics Scales). Rezultati so pokazali, da so tako ženske kot moški nasilni do svojih partnerjev. Ženske se bolj bojijo zapustitve kot moški in jezo doživljajo v različnih situacijah, bolj verjetno usmerjajo svojo jezo do partnerjev in so manj zmožne nadzorovati svojo jezo do partnerjev v primerjavi z moškimi. Z raziskavo so potrdili hipotezo, da doživljanje in izražanje jeze pri parih igra vlogo posrednika in moderatorja v asociaciji med romantično navezanostjo in intimnim nasiljem. Doživljanje in izražanje jeze je povezano s strahom pred zapustitvijo in izogibanjem intimnosti. Posamezniki, ki se bojijo zapustitve ali se izogibajo intimnosti, kažejo podobne disfunkcionalne tipe jeze. Ugotovili so tudi statičen proces, da večja anksioznost in izogibanje vodita do večje jeze. Pri moških je izogibanje intimnosti pripeljalo do disfunkcionalnega doživljanja jeze in tudi intimnega psihološkega nasilja. Tudi pri ženskah strah pred zapustitvijo privede do disfunkcionalne jeze, ki se kaže v psihološkem in fizičnem nasilju v paru. Ženske so poročale o več jeze in izražanja le te na agresivne načine do partnerja kot moški. Rezultati kažejo, da igra jeza pomembno vlogo mediatorja v zvezi med plašno navezanostjo in intimnim nasiljem, kar je v skladu s teorijo navezanosti (poudarja vlogo disfunkcionalne jeze pri določanju nasilja plašne osebe do njegovega partnerja). Celotna raziskava je dokazala pomembnost upoštevanja vloge jeze kot moderatorja in mediatorja na račun povezave med plašno navezanostjo in intimnim nasiljem. Pri preučevanju more biti torej nujno vključeno tudi kako partnerja doživljata in izražata svojo jezo v razmerju ter disfunkcionalna jeza za razlago povezanosti navezanosti in intimnega nasilja
Povezava med jezo in zlorabo
Jeza v partnerskih odnosih se lahko povezuje tudi z zlorabo. V študiji, ki sta jo leta 1993 izvajala Dutton in Starzomski , sta raziskovalca ugotavljala povezavo med Borderline Personality Organization, jezo in zlorabo partnerk. Med drugim so ugotavljali tudi, kolikokrat partnerke prijavijo svoje partnerje, ki imajo lastnosti jeze in anksioznosti. V raziskavi je bil uporabljen vprašalnik MAI ali The Multidimensional Anger Inventory. Odgovarjale pa so ženske razdeljene v 3 skupine. Testiranje je bilo izvedeno na 75 ženskah, ki so bile razdeljene na 3 vzorce. Prva skupina žensk, je imela partnerje, ki so že bili na zdravljenju, druga skupina je imela partnerje, ki so bili v zaporu in tretja skupina, so bili partnerji, ki so opravljali normalno delo. Jakost jeze je bila potrjena kot najmočnejši predvidljivi faktor za napovedovanje zlorabe. Ugotovili so preprosto povezavo med BPO in MAI točkami. Le te namreč kolerirajo s prijavami žensk.
V isti študiji so se v razpravili posvetili tudi vprašanju zakaj moški postanejo tako jezni v intimnih zvezah. Odgovor so mogoče našli v pomenu, ki ga pripisujejo intimnosti. Moškim, ki imajo visoko stopnjo BPO, služijo intimne zveze k povečanju njihove integritete. Ženske jih na nek način varujejo. V primeru, da se zgodi situacija, v kateri partnerji ženski postavijo previsoka pričakovanja, ki jih ne more izpolniti, se pri moških pojavi jeza in obtožba, da jim partnerke prinesejo le slabe stvari. Ko se to razreši, jo vidi kot dobro in sebe kot slabega. Tukaj se nato začne krog zlorab (Walker, 1979; v Dutton in Starzomski, 1993).

## Vpliv stresa na jezo
Strokovnjaki so v svojih raziskavah ugotovili, da posamezniki, ki slabše tolerirajo stres, pokažejo več jeze in imajo več težav s kontroliranjem jeze navzven (so npr. zelo nepotrpežljivi). Po mnenju raziskovalcev naj bi se zaradi nezmožnosti toleriranja negativnih stanj (stresnih situacij) posamezniki počutili bolj obremenjeni z negativnimi čustvi (jezo) in manj sposobne kontroliranja, kako ta čustva izražati drugim. Vendar pa ni dokazano, da ti ljudje jezo tudi neprimerno izražajo (kot je npr. kričanje na druge) ali jo bolj kot drugi zadržujejo (npr. » kuhanje« zamere).  So pa rezultati raziskav pokazali, da so posamezniki, ki bolj izražajo jezo, manj nagnjeni k aktivnemu spopadanju s problemi. Nasprotno od pričakovanj pa izražanje jeze ni pozitivno povezano z izogibanjem reševanja problemov. Sicer pa stres in s stresom povezana jeza ne prinašata psihološkega dobrega počutja. Višja stopnja stresa posameznika naj bi napovedovala nižjo stopnjo dobrega počutja.
Nekateri raziskovalci so ugotavljali vpliv stresa na jezo v bolj specifičnem okolju oz. na delovnem mestu. Ugotovili so, da posamezniki, ki niso dovolj cenjeni za svoje delo (kar naj bi bil za njih stresor), doživljajo več jeze in so slabšega psihološkega počutja kot posamezniki, ki so za svoje delo cenjeni ali nagrajeni. Njihova občutja jeze pa naj bi v splošnem imela izvor v stresnem okolju v službi.

## Jeza in duševno zdravje
Jeza in bulimija
Obstajajo jasne razlike med spoloma v povezavi z bulimijo, čeprav obstaja majhna razlika med spoloma na absolutni ravni jeze. Moški, ki so doživljali jezna stanja in ženske, ki so jezo potlačevale, imajo bolj ali manj vedenja značilna za bulimijo. Moški sodelujejo z bulimističnim vedenjem kot neposredni odziv na jezo, z namenom da zmanjšajo njeno stanje. V nasprotju s tem ženske sodelujejo z bulimijo z namenom že na začetku zmanjšati možnost pojavljanja jeze.
Jeza in kronična bolečina
Pri bolnikih s kronično bolečino je jeza pogosta in škodljiva. Nekatere raziskave so potrdile, da način uravnavanja jeze lahko vpliva na doživljanje in izražanje bolečine pri bolnikih s kronično bolečino. Jezo lahko zadržujemo (ang. anger-in) ali izražamo (ang. anger-out). Nagnjenje k izražanju jeze bolečino omili, nasprotno pa je nagnjenje k zadrževanju jeze povezano z več bolečine. Raziskovalci so sklepali, da lahko izražanje jeze reši čustveno težavno situacijo in zniža jakost jeze, kar vodi do manj bolečine.
Bolniki s kronično bolečino jezo usmerjajo k različnim objektom. Raziskave so pokazale, da je specifičnost objektov, h katerim je usmerjena jeza, pomembna za razumevanje odnosa med jezo in bolečino. Največ udeležencev je občutilo jezo, usmerjeno proti sebi, in jezo, usmerjeno proti zdravstvenim delavcem. V odnosu do nekaterih drugih objektov, na primer do delodajalca ali odvetnika, se je jeza pojavljala redkeje. Nadalje je pomembna tudi intenzivnost jeze, ki jo posameznik doživlja. Udeleženci so najintenzivnejšo jezo doživljali v odnosu do sebe in zdravstvenih delavcev; ti dve kategoriji sta torej objekta, do katerih bolniki s kronično bolečino najpogosteje in najintenzivneje doživljajo jezo. Udeleženci so relativno intenzivno jezo doživljali tudi v odnosu do zavarovalnice, delodajalca in ljudi, s katerimi so si bili blizu. Raziskovalci so ugotavljali tudi povezanost med objekti jeze in tremi elementi kronične bolečine: bolečino, depresijo in nezmožnostjo. Intenzivnost splošne jeze (ang. overall anger) je bila pomembno povezana z vsemi tremi elementi. Čeprav je jeza v kronični bolečini pogosto škodljiv element, se je pokazalo, da jeza proti nekaterim objektom, na primer zdravstvenim delavcem, ne pripomore k slabšanju stanja bolnika s kronično bolečino.
Na doživljanje in izražanje bolečine pri pacientih s kronično bolečino glede na raziskave vpliva tudi potlačevanje jeze. Poskus potlačitve neželenih misli ironično povzroči, da so te misli še bolj vztrajne in opazne (če želite na primer zatreti misel na čokolado, se vam bodo te neželene misli verjetno še pogosteje in vztrajneje porajale). Potlačevanje jeze torej povzroči, da so jeza in misli, povezane z jezo, tako trenutno kot čez čas bolj prisotne. Posledično lahko te misli in občutki (na primer razdražljivost in nejevolja) vplivajo na posameznikovo vrednotenje bolečine. Raziskovalci so z eksperimentom potrdili, da tisti, ki skušajo jezo potlačiti, le-to doživljajo bolj intenzivno, kar vodi tudi do večje občutljivosti za bolečino. Potlačevanje jeze torej nič ne pripomore k zmanjševanju bolečine, temveč jo celo okrepi. 
Jeza in klinična depresija
Predhodne raziskave so pokazale, da med jezo in depresijo obstaja zelo tesna korelacija. Ljudje z depresijo izražajo več zadržane, potlačene jeze kot ostali ljudje. Prav tako na splošno ljudje z depresijo doživljajo več občutkov jeze, saj dogodke in vedenja ljudi bolj pogosto dojemajo kot sovražne ali grozeče v primerjavi z ljudmi, ki nimajo depresije. Psihodinamična teorija zagovarja idejo, da je jeza pravzaprav glavni vzrok depresije, vendar pa zadnje konceptualizacije predlagajo bolj zapletene odnose med jezo in depresijo.
Raziskovalci  so želeli preučiti vpliv staršev in družinskega okolja na izražanje jeze pri depresivnih mladostnikih. Teorija pravi, da se osebe z depresivno motnjo redkeje razburijo, so podredljive, raje niso v konfliktih in teh ne stopnjujejo. Manj naj bi bili odzivni na dražljaje in se manj vključevali v okolje, ker ne želijo biti premagani ali zavrnjeni. Izražanje jeze pri depresivnih naj bi bilo manj pogojeno z okoljem kot pri ostalih. Raziskovalci [56] so predvidevali, da bodo v okoljih, kjer starši izražajo visoko stopnjo jeze in sovražnosti depresivni mladostniki v primerjavi z ostalimi bolj potlačili jezo v želji po izognitvi konfliktom in socialnim stiskam ter imeli nižji srčni utrip. Obratno pa so predvidevali, da bodo mladostniki z depresivno motnjo pogosteje izražali jezo in imeli višji srčni utrip v družinskih okoljih, kjer starši izražajo nizko stopnjo jeze v primerjavi z drugimi. V takšnih okoljih naj bi se počutili varneje. Depresivni adolescenti naj bi se enako odzivali v okolju z nizko stopnjo izražene jeze staršev in v okolju, kjer se jeza izraža več. Tisti brez depresivne motnje naj bi imeli visoko stopnjo odzivnosti v okoljih, kjer se jeza izraža manj in nizko odzivnost v okoljih, kjer se jeza več izraža. Sodelovalo je 96 oseb (od tega 43 oseb z depresijo), starih med 14 in 18 let. Izražanje jeze so opazovali pri interakciji med starši in mladostniki ob reševanju problemov. Ob tem so mladostnikom merili srčni utrip (merjenje fiziološkega vzburjenja) in opazovali izraze jeze.
Rezultati te raziskave  so pokazali, da so v povprečju tisti z depresivno motnjo izražali več jeze in imeli višji srčni utrip kot tisti brez depresivne motnje. V družinah, v katerih so družinski člani izražali manj jeze, so depresivni mladostniki izražali več jeze in imeli hitrejši srčni utrip kot tisti brez depresije, v družinah z visoko stopnjo izražanja jeze pa med skupinama ni bilo razlik. Osebe brez depresivne motnje so kazale več jeznih odzivov znotraj okolij z večjim izražanjem jeze kot osebe z depresivno motnjo. Splošne stopnje starševske jeze v družinskem okolju pomembno vplivajo na razlike med mladostniki z depresivno motnjo in mladostniki brez nje v izražanju njihove jeze, srčnem utripu in odzivnostjo. Posnemanje čustvovanja in vedenja staršev bolj velja za mladostnike brez depresivne motnje, pri tistih z depresivno motnjo pa je podobnost znatno manjša ali pa je vedenje celo nasprotno. Čeprav imajo depresivni višje stopnje izražanja jeze, to ne vpliva na večjo odzivnost in jezno vedenje proti objektu jeze. Ugotovitve raziskave kažejo na to, da so depresivni manj odvisni od jeze v okolju, saj se slabše odzivajo na okolje, kar kaže na motnjo v reguliranju jeze, ki preprečuje normalne odzive na socialno okolje.
Finman and Berkowitz (1989)  sta pokazala, da je majhno povečanje stopnje depresivnosti vodilo do aktivacije jeznih čustev. Motnje v emocionalnem procesiranju in negativna pristranskost v procesiranju čustvenih informacij sta namreč dve izmed najbolj značilnih lastnosti klinične depresije. Takšno nefunkcioniranje emocionalnega procesiranja se kaže v negativni interpretaciji nevtralnih ali celo pozitivnih dražljajev.
V raziskavi so avtorji Besharat, Nia in Faharani (2012)  preučevali mediacijsko vlogo emocionalne regulacije in ruminacije jeze pri izražanju jeze med pacienti z depresijo. Emocionalna regulacija (emotion regulation) se nanaša na metode, ki se uporabljajo za spreminjanje ali modificiranje doživljanja in izražanja čustev, prav tako pa tudi časovnih obdobij, v katerih se ta čustva pojavljajo. Čustva se lahko regulirajo s pomočjo veliko zavestnih in nezavestnih kognitivnih procesov. Ta raziskava se je ukvarjala predvsem s samo-regulacijskimi, zavestnimi in kognitivnimi komponentami emocionalne regulacije. Kognitivna emocionalna regulacija sestoji iz dveh tipov strategij; manj adaptivne strategije (kot so samo-obtoževanje, obtoževanje drugih, ruminacija (kompulzivno osredotočanje na simptome svojega distresa in na njegove potencialne vzroke ter posledice namesto na njegovo rešitev), katastrofiziranje) ter bolj adaptivne strategije (kot so sprejetje, prefokusiranje na načrtovanje, pozitivno refokusiranje, pozitivno ponovno ovrednotenje, oblikovanje pozitivne perspektive). Manj adaptirane oz. prilagojene strategije so v pozitivni korelaciji z depresijo; povezane so tudi z doživljanjem in izražanjem jeze.
Druge raziskave so prav tako pokazale pozitivno korelacijo med ruminacijo jeze in depresijo. Skupino udeležencev je sestavljalo 88 ljudi (68 žensk in 20 moških), ki so bili diagnosticirani s klinično depresijo in še niso pričeli z zdravljenjem. V raziskavi so uporabili več pripomočkov. Beck Depression Inventory (BDI) je bil uporabljen za merjenje in ocenjevanje simptomov depresije, Farsi verzija inventorija MAI (Multidimensional Anger Inventory) je bila uporabljena za merjenje 5 temeljnih dimenzij jeze (vključno z jeznim vzburjenjem, jezo-vzbujajočimi situacijami, sovražnimi občutji, jezo in jezo out), Cognitive Emotion Regulation Questionnaire (CERQ) pa za merjenje individualnih razlik v strategijah emocionalne regulacije. Uporabljena je bila tudi Farsi verzija lestvice ARS (Anger Rumination Scale), ki meri nagnjenost proučevanega posameznika k razmišljanju o trenutni jezo-vzbujajoči situaciji in spominjanju na epizode jeze v preteklosti. Rezultati so pokazali, da je depresija v pozitivni korelaciji z vsemi dimenzijami jeze, prav tako pa z ruminacijo jeze in z manj adaptivnimi strategijami čustvene regulacije. Slednje so bile tudi pozitivno povezane z jeznim vzburjenjem in z jezo-vzbujajočimi situacijami. Poleg tega so raziskovalci odkrili, da ruminacija jeze pozitivno korelira z vsemi dimenzijami jeze pri pacientih z depresijo.
Jeza hkrati predstavlja dejavnik tveganja za nastanek depresije, predvsem v povezavi jeze usmerjene proti drugim, a obenem usmerjene navznoter, kar povzroča občutek krivde in nizko vrednotenje samega sebe. Ljudem, za katere je značilno jasno izražanje razdraženosti in jeze, to pomaga pri okrevanju od bolečine. Nasprotno pa imajo ljudje, ki so nagnjeni k zadrževanju jeze, večje probleme s spoprijemanjem z bolečino. Način obvladovanja jeze ima velik učinek na jakost bolečine predvsem pri ljudeh, za katere je sicer običajno izražanje jeze, vendar zaradi določenih okoliščin tega ne morejo storiti.
Jeza in travmatični dogodki
V raziskavi  so raziskovalci raziskovali odnos med travmatičnimi dogodki iz preteklosti, povezanimi tako s fizično kot tudi s psihično zlorabo in nagnjenjem k izražanju jeze in nasilja v partnerskem odnosu. Po primerjavi vseh dobljenih rezultatov so raziskovalci prišli do zaključka, da dekleta, ki so bila v preteklosti izpostavljena nasilnim partnerjem in spolnemu nadlegovanju iz strani vrstnikov, kažejo višjo stopnjo jeze in sovraštva, kar izražajo v nasilnem vedenju do sedanjega partnerja. Medtem ko je za izražanje jeze s fizičnim nasiljem za moške dovolj že visoka stopnja čustvene stiske.
Druga raziskava se je osredotočala na povezavo med jezo in PTSD (posttravmatska stresna motnja - PTSD).  Bolj specifično se je osredotočila na povezavo med pomembnim travmatičnim dogodkom, v tem primeru teroristični napadi 11. septembra 2001 in jezo. Namen raziskave je bil oceniti vlogo jeze in njen odnos s stisko in socialno ter delavno funkcionalnostjo pri humanitarnih delavcih, ki so zaradi dela na kraju tragedije kazali znake posttravmatske stresne motnje. Rezultati so pokazali, da je stopnja jeze višja pri osebah z vsemi simptomi PTSD, hkrati pa se je pokazala višja stopnja jeze tudi pri tistih osebah, ki so kazale le nekatere znake PTSD. Prav tako je bila odkrita močna povezava med stopnjo jeze in stopnjo stiske, kot dodatek pa je raziskava pokazala tudi da so osebe s simptomi PTSD manj funkcionalne na vseh treh področjih delovanja. Predvsem imajo na jezo velik vpliv travmatične izkušnje, medtem ko povezava med vsakdanjim stresom in jezo ni tako očitna. 
Naslednja raziskava je prav tako proučevala povezavo med jezo in PTSD. Jezo so razdelili na dva podtipa in sicer jezo, ki je usmerjena navznoter in jezo, ki je usmerjena navzven. Pri jezi, usmerjeni navznoter, je pomembno, kako jo posameznik zna kontrolirati. Prvi tip jeze je bistveno pomembnejši pri povezavi med jezo in PTSD, skupaj s količino kontrole, s katero posameznik nadzoruje vase usmerjeno jezo. Pri raziskavi jih je zanimala vloga jeze med populacijo, ki trpi za PTSD. Raziskovalno vprašanje, ki so si ga postavili je bilo: kako se spreminja jeza med terapevtskim zdravljenjem PTSD? Vzorec je vseboval ženske (139 žensk), ki so bile v preteklosti žrtve psihičnega nasilja. Tak vzorec so si izbrali, ker so bile spremembe jeze pri ženskah slabo proučene. Ker so si za proučevanje izbrali tako specifičen vzorec, so nekako izgubili možnost, da bi rezultate posploševali na celotno populacijo. Ugotovili so, da obstaja povezava med jezo in njenim kontroliranjem ter PTSD in da motivacijski pogovori pomagajo pri spopadanju s PTSD. Niso pa ugotovili povezave med jezo usmerjeno navzven in PTSD, vendar to pripisujejo temu, da v vzorcu ni bilo moških.
Brassard, Darveau, Péloquin, Lussier in Shaver  so raziskovali povezavo med izkušnjo spolne zlorabe v otroštvu pri moških in poznejšim izvajanjem nasilja v zvezi. Izvajanje nasilja nad partnerjem je posledica nezaupanja, strahu pred navezovanjem in težkim nadzorovanjem jeze. Raziskovali so ali spolna zloraba v otroštvu vpliva na nezmožnost navezovanja, kar pa potem naprej vpliva na procese kontroliranja jeze, ki vodijo do agresivnega vedenja v zvezi s partnerjem. V raziskavo je bilo vključenih 302 moških, starih okoli 35 let, ki so obiskovali terapije za partnerske težave ali nasilje. Z rezultati raziskave so ugotovili, da spolna zloraba v otroštvu napoveduje psihološko in fizično nasilje, ki je posledica anksioznosti navezovanja. Moški, ki so bili v otroštvu žrtve spolne zlorabe, so dosegali višje rezultate pri vprašalnikih o nezmožnosti navezovanja. Rezultati so pokazali, da anksiozni ljudje zaznajo več situacij kot frustracijo ali potencialno nevarno; zaradi njihovih skrbi, da jih bodo drugi zapustili, pa poskušajo včasih zadržati jezo v sebi, ker bi lahko pripeljala do razdora zveze. Tako jih premagajo čustva, ki poslabšajo njihovo sodbo in zmožnost kontroliranja jeze kar vodi v kaotično in nasilno izražanje jeze.
V novejših raziskavah so želeli povezati travmatično izkušnjo z deli telesa žrtev. Cilj raziskave iz leta 2015 je bil preučiti kako velika je povezava med telesom, travmatično izkušnjo in določiti dele telesa, ki so za žrtve občutljivi. Sodelovalo je 97 žensk, ki so bile razporejene v 4 skupine: v eni skupini so bile ženske s Posttravmatsko stresno motnjo (PTSD), ki ji je sledila spolna zloraba z Borderline osebnostno motnjo (BPD); v drugi ženske s posttravmatsko stresno motnjo, ki ji je sledila spolna zloraba, brez Borderline osebnostne motnje; v tretji ženske z Borderline osebnostno motnjo, brez posttravmatske stresne motnje in v zadnji skupini, so bile ženske brez teh značilnosti, saj so služile za primerjavo. Rezultati so pokazali, da so vse tri skupine označile čustva povezana s telesom bolj negativno kot primerjalna skupina. Ženske s PTSD so izbrale dele telesa blizu spolnih organov in notranji del stegen. Ta dva dela telesa so povezale z močnimi negativnimi čustvi.  Ženske z BPD so izbrale zunanji in notranji del stegen, ter spodnji del trebuha. Ženske s PTSD in BPD so izbrale območje okrog spolnih organov, notranji del stegen in zadnjico. Primerjalna skupina je izbrala zunanji in notranji del stegen ter boke. Med drugim je bilo govora tudi o tem, kam žrtve usmerijo svojo jezo. Ljudje, ki doživijo en travmatičen dogodek, svojo jezo navadno usmerijo v druge ljudi. Medtem ko ljudje, ki so doživeli več travmatičnih dogodkov, usmerijo jezo v sebe.
Ahern, Cohen, Fullerton, Galea, Gifford in Rathod (2014)  so v svoji raziskavi preučevali probleme z jezo pri moških in ženskah članih/članicah narodne garde in rezervistih. Zanimala jih je populacija moških in žensk, ki so trenutno aktivni v narodni gardi ali med rezervisti. Sodelovalo je 2003 vojakov. Raziskava je potekala na osnovi dveh intervjujev. Izvedli so meritve travmatičnih izkušenj, jeze in PTSM. Ugotovili so, da je prisotnost jeze pri moških in ženskah podobna in pogostejša pri osebah, ki imajo PTSM. Prav tako so ugotovili, da je jeza bolj prisotna pri tistih, ki so doživeli travmo tekom zaposlitve, kot pa tisti, ki so travmo doživeli v zasebnem življenju.
Feeny, Foa in Zoellner (2000)  so izvedli raziskavo, v kateri so skušali ugotoviti povezavo med jezo, disociacijo in njuno povezanostjo s simptomi PTSM. Hipotezi, ki so si ju raziskovalci postavili sta da sta jeza in disociacija komplementarni metodi čustvenega umika in sta med sabo povezani ter da je čustveni umik prek jeze in disociacije takoj po napadu povezan z večjo resnostjo PTSM in slabšim socialnim funkcioniranjem še tri mesece po napadu. V raziskavo je bilo vključenih 104 žensk, ki so bile žrtve napada tekom predhodnega meseca raziskave.  Preučevali so jih do konca prvega leta po napadu. Ocenjevali so jih s pomočjo strukturiranih intervjujev in samo ocenjujočih vprašalnikov. Merili so resnost PTSM, socialno funkcioniranje, izraženost jeze in izraženost disociacije v 2., 4. in 12. tednu po napadu. Prvo hipotezo so rezultati potrdili, drugo pa le deloma, saj so rezultati pokazali, da se razlike med simptomi, ki naznanjajo PTSM in  prizadetost socialnega funkcioniranja pokažejo šele po štirih tednih. V četrtem tednu je jeza napovedovala kasnejšo resnost PTSM, disociacija pa kasnejše socialno funkcioniranje.
Armour, Contractor, Elhai, Forbes in Wang (2015)  so v svoji raziskavi ugotavljali posredovalno vlogo jeze v odnosu med simptomi PTSM in impulzivnostjo. Vzorec je sestavljalo 251 dodiplomskih študentov psihologije, ki so bili že kdaj izpostavljeni travmi. Merili so izpostavljenost travmi, izraženost jeze in impulzivnost. Rezultati so pokazali, da ima jeza odločilno posredovalno vlogo v odnosu med impulzivnostjo in PTSM, da PTSM vpliva na pogostejše izražanje jeze, da izražanje jeze vpliva na impulzivnost in pa da PTSM vpliva na impulzivnost.
Jeza in obsesivno-kompulzivna motnja
Mnoge raziskave so pokazale povezavo med doživljanjem oziroma izražanjem jeze in obsesivno kompulzivno motnjo (OKM) , ki spada med anksiozne motnje. Teorija, ki proučuje povezavo med tema dvema pojavoma, pravi, da (1) posamezniki z diagnosticirano OKM sicer jezo doživljajo, vendar jo raje doživljajo navznoter (jo t. i. internalizirajo), kot pa da bi jo izražali navzven (jo t. i. ekspresirajo); (2) na povečanje jeze pri posameznikih z OKM vplivajo negativni čustveni afekti, ki se pojavljajo skupaj s simptomi motnje (t. i. kompulzije – mentalni ali dejavnostni rituali, s katerimi se sprosti napetost); (3) na različne posameznike z OKM ima jeza različen vpliv. Poudariti je treba, da jeza ni glavna značilnost omenjene motnje, kljub temu da je povezana z nekaterimi simptomi.
Ena izmed raziskav  iz leta 2004 je (na vzorcu študentov) z različnimi psihodiagnostičnimi sredstvi prišla do pomembnih dognanj v zvezi s povezavo med jezo in OKM. Ugotovili so, da posamezniki z več izraženimi simptomi OKM doživljajo več jeze kot osebe z manj simptomi OKM, prav tako pa jezo večkrat potlačijo. Zanimiva je ugotovitev, da je tendenca po zatiranju jeze pri posameznikih z OKM za kar 75-80% večja od normativne populacije. Hkrati so prišli do spoznanja, da posamezniki z več izraženimi simptomi jezo tudi težje nadzorujejo.
Raziskava  , ki je preučevala odnos med jezo glede na vse štiri anksiozne motnje (se pravi tudi glede na OKM), pa je prvo omenjeno raziskavo dopolnila z ugotovitvijo, da je vzrok, zakaj vsi posamezniki z anksioznimi motnjami jezo raje potlačijo, pojav t. i. depresivnostnega obdobja znotraj njihove motnje (namreč vse anksiozne motnje so nekoliko povezane s simptomi depresije). Za tovrstno obdobje je značilen pojav tipičnih depresivnostnih simptomov. Eden izmed njih je tudi kognitivni model, ko za vzroke vseh negativnih dogodkov v njihovem okolju vidijo sebe (češ da so vedno oni problem). To vpliva tudi na večjo intenzivnost doživljanja jeze, jezo pa zato raje ponotranjijo (internalizirajo). Posamezniki z OKM pa jezo ponotranjijo tudi zaradi prepričanja, da bi njihova jeza v primeru popolne izraženosti imela katastrofalne posledice.
Dognanja na področju povezanosti med jezo in OKM pa je dodala še ena izmed raziskav , ki pa se je osredotočila bolj na preučevanje povezanosti med specifičnimi simptomi OKM in doživljanjem ter izražanjem jeze. Osredotočili so se na kompulzije (predvsem na kompulzijo preverjanja – primer: posamezniki z OKM preverjajo, če so zaklenili vrata, če so ugasnili luč ipd.). Z meritvami so odkrili, da t. i. »kompulzivni preverjevalci« poročajo o večjem doživljanju jeze, kot pa posamezniki z OKM, ki stvari kompulzivno ne preverjajo, marveč imajo izražene bolj druge simptome. In ne le, da jezo samo intenzivneje doživljajo (kar je sicer značilno za posameznike z OKM), to jezo tudi izražajo navzven. Namreč posamezniki z OKM, ki imajo bolj izraženo kompulzijo preverjanja, težjo k perfekcionizmu, simetriji in urejenosti njihovega okolja (in življenja), kar pa jih dela nestrpne, če stvari niso v popolnem redu, to pa zmanjša njihovo zmožnost nadzorovati jezo. Torej pomembni izsledek omenjene raziskave je, da več je kompulzij preverjanja pri posameznikih z OKM, bolj bodo jezo izražali navzven, kar pa, sodeč po teoriji, za obsesivno-kompulzivno motnjo ni značilno.

### Jeza in samomorilnost
Reyes in sodelavci (2015) so postavili hipotezo, da je izraženo čustvo jeze eden izmed dejavnikov, ki vpliva na nagnjenost k izvršitvi samomorilskega dejanja. To raziskavo so opravili na Filipinih, anketirali so 1368 študentov starih od 15 do 21 let. Pri raziskavi sta bila uporabljena dva vprašalnika. S prvim so merili, kako posameznik izraža svojo jezo, z drugim uporabljenim vprašalnikom pa so anketiranci samoovrednotili tveganje za samomor. Rezultati so pokazali, da večina študentov obvladuje jezo s sproščanjem, pomiritvijo, preusmerjanjem le-te v druge aktivnosti, vendar pa povezava med neizraženim čustvom jeze in nagnjenostjo k samomorilnosti vendarle obstaja. Rezultati so prav tako pokazali, da način, na katerega izražajo jezo, lahko služi kot napoved ali je posameznik nagnjen k samomoru ali ne.  Kadar posameznik navzven izraža svojo jezo na uničujoč in neustrezen način, se nagnjenost k samomoru poveča. Navzven izražena jeza lahko vodi tudi do povečanega občutja brezupa, negativne samoocene, sovražnosti in neprestane misli na smrt. Jasno se je pokazalo, da ko se posameznik nauči konstruktivno soočiti in nadzorovati občutja jeze, se nagnjenost k brezupnosti, negativni samooceni, samomoru in sovražnosti zmanjša.
Daniel in sodelavci (2009) so proučevali kako izražanje jeze vpliva na nagnjenost k samomorilnosti. Način na katerega se mladi ljudje soočajo z jezo in v katere dejavnosti jo usmerjajo je zelo pomembno pri razumevanju nagnjenosti k samomorilnosti. Posamezniki to lahko izražajo verbalno ali fizično do drugih ljudi ali do stvari v njihovem okolju (to je navzven izražena jeza; Spielberger, 1988). Drug način za izražanje jeze pa je ta, da posamezniki jezo zadržujejo v sebi in je ne usmerjajo navzven do drugih ljudi ali stvari (navznoter izražena jeza; Spielgerger, Krasner in Soloman, 1988). Preučevali so 180 najstnikov, ki so bili hospitalizirani med 4. septembrom 1991 in 10. aprilom 1995 v psihiatričnih bolnicah na jugovzhodu ZDA. Študija je trajala 13 let. Kar 30% anketirancev je najmanj enkrat poskusilo narediti samomor. Ugotovili so tudi, da posamezniki, ki se pogosto srečujejo s čustvom jeze, to pogosteje izražajo navzven. Rezultati so pokazali, da je predvsem jeza, ki so jo fantje izražali navzven, povezana z verjetnostjo poskusa samomora.  Pri dekletih pa je pomembnejši faktor za samomorilnost depresija in ne jeza. Za ženske, ki so depresivne, je jeza pozitiven dejavnik, saj jim omogoča oz. jih spodbudi k reševanju problemov.
Goldney in sodelavci (1997) so postavili hipotezo, da je jeza, usmerjena vase, pri mladih ljudeh, še posebej na prehodu iz najstništva v odraslost, povezana z razvojem nagnjenja k samomoru. Raziskava je trajala 8 let. Anketiranci so vprašalnike vsako leto dobivali po pošti in nanje odgovorili. V raziskavo je bilo vključenih 3130 študentov z različnih šol in različnih socialno-ekonomskih razredov , povprečna starost pa je bila 15,6 let. Vprašalnik se je nanašal na soočanje s čustvom jeze in sicer tako do sebe, kot tudi do družbe. Do konca študije je od 472 ljudi, pri katerih so ugotovili večjo nagnjenost k samomoru, 12 to dejansko tudi poskušalo. Povprečna starost teh ljudi je bila 23,4 let. Pri moških se je pokazala precejšnja korelacija med občutkom jeze do sebe in nagnjenostjo k samomoru. Korelacija med občutkom jeze do družbe in nagnjenostjo k samomoru je bila zanemarljiva. Pri ženskah pa sta bili obe korelaciji izredno majhni. Kasnejše analize so pokazale, da bolj kot jeza na nagnjenost k samomorilnosti vplivajo depresivnost, negativno razpoloženje, brezupnost, osamljenost in zaposlitveni status. 